# Petar I., arhiepiskop dukljanski i nadbiskup barski
Petar I. poglavar Dukljanske crkve od 1064. do 1094. i prvi od barskih nadbiskupa.
Službena mu je titula glasila:
Arhiepiscopus diocliensis atque antibarensis ecclesiae
Na arhiepiskopsku stolicu postavio ga je  bulom iz 1067. godine papa Aleksandar II.
U Rimu je 8. siječnja 1089. izdata bula kojom je Petru I. potvrđen status, a Dukljanska crkva je tada dobila sufraganstvo nad biskupijama barskom, kotorskom, ulcinjskom, svačkom, skadarskom, drivastskom, polatskom, srpskom, bosanskom i travunjskom.
Ime Petra I. nalazimo Bodinovoj povelji lokrumskim benediktincima iz 1100. godine, gdje stoji 
tj. u prisustvu nadbiskupa Petra. 
Petar I. je bio posrednik u sporu između kralja Bodina i njegovih rođaka. 
Moguće da se na njega odnosi jedan od epitafa koji je bio na Katedrali Sv. Dorđa u Baru.